# Carex binervis
Carex binervis es una especie de planta herbácea de la familia de las ciperáceas.

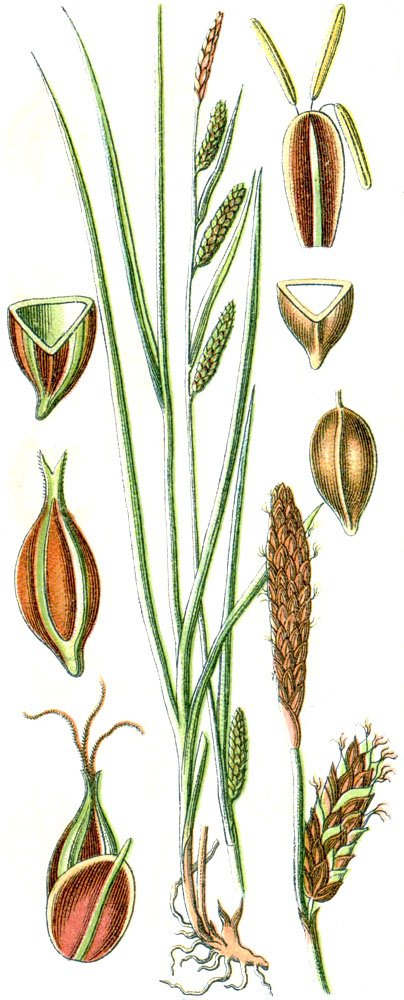
Ilustración

## Descripción
Es una planta cespitosa, con rizoma robusto. Tallos fértiles de (40)60-130(170) cm, lisos, obtusamente trígonos. Hojas de (2)3,5-5(7) mm de anchura aunque en casos extraordinarios algunas hojas estériles pueden alcanzar los 11 mm, de menor longitud que los tallos, lisas salvo en la zona apical que es escábrida en los bordes y en el nervio medio por el envés, planas o, más raramente, plegadas, algo rígidas, de color verde ± obscuro que se torna anaranjado cuando se secan; lígula de (0,7)1,5-3,5(7) mm, de anchura igual o menor que la del limbo, aguda o subaguda, de márgenes ± enteros; antelígula menor que la lígula, obtusa; vainas basales de color anaranjado cuando secas, enteras o muy poco fibrosas. Bráctea inferior foliácea, de menor longitud que la inflorescencia. Espiga masculina solitaria, raramente 2, de (6)-17-35(56) × (2)2,5-4,5(6) mm, fusiforme; espigas femeninas 2-4, de (10)15-35(56) × (2)4-7(9) mm, cilíndricas, oblongas, distantes, largamente pedunculadas, la inferior generalmente colgante. Glumas masculinas oblongas, con ápice agudo, de color púrpura obscuro cuando jóvenes y pardo-púrpura en la madurez; glumas femeninas ± ovales, mucronadas, de color rojo-púrpura obscuro salvo en la zona del nervio medio que es verde. Utrículos (2,5)3-4(5) × (0,6)1-1,4(2) mm, suberectos, ovoides, trígonos, variablemente teñidos de rojo, con todos los nervios resaltados aunque con más nitidez los 2 laterales, generalmente atenuados en un pico de (0,5)0,8-1,2(1,4) mm, bífido, normalmente escábrido. Aquenios (1,8)2,2-3,2(4) × (0,5)1,1-1,4(1,6) mm, de contorno elíptico, trígonos. Tiene un número de cromosomas de 2n = 72, 74.

## Hábitat y distribución
Se encuentra en brezales, bordes de arroyos y turberas y prados húmedos (principalmente cervunales y prados de siega) sobre suelos silíceos; a una altitud de 0-2300 metros en el W de Europa: Alemania, Bélgica, España, Francia, Gran Bretaña, Irlanda, Noruega y Portugal. En la península ibérica habita en los sistemas Ibérico y Central, Montes de Toledo, Sierra Morena, Cordillera Cantábrica, Montes de León, Galicia y mitad N de Portugal.

## Taxonomía
Carex binervis fue descrita por James Edward Smith y publicado en Transactions of the Linnean Society of London 5: 268. 1800.
Etimología
Ver: Carex
binervis; epíteto latino que significa "con venas cortas".
Sinonimia
- Carex binervis var. alpina Drejer
- Carex binervis f. nigrescens Druce
- Carex binervis var. ovata Merino
- Carex distans Lightf.
- Carex distans subsp. binervis (Sm.) Husn.
- Carex fulva Hornem.
- Carex gandogeri H.Lév. ex Gand.
- Carex gandogeri H.Lév. & Vaniot
- Carex multinervis Krock.
- Carex ovata Merino
- Carex rodriguezii Merino
- Carex sadleri E.F.Linton
- Carex versicolor Dumort.
- Trasus binervis (Sm.) Gray[4][5]